# EN246
A N246 é uma estrada nacional que integra a rede de estradas de Portugal e estabelece a ligação entre Alpalhão e Elvas.
Tem como passagem os concelhos de Nisa, Castelo de Vide, Portalegre, Arronches e Elvas.

## Troços Incluídos no Plano Rodoviário Nacional
- Alpalhão-Arronches

O troço entre Arronches e Elvas foi regionalizado para ER246.

## Percurso
| Localidade Intermédia              | Município       |
| ---------------------------------- | --------------- |
| Alpalhão                           | Nisa            |
| Zona Industrial de Castelo de Vide | Castelo de Vide |
| Vargem (Ribeira de Nisa)           | Portalegre      |
| Portalegre                         | Portalegre      |
| (IP2)                              | Portalegre      |
| Portalegre                         | Portalegre      |
| Zona Industrial de Portalegre      | Portalegre      |
| Santiago (Urra)                    | Portalegre      |
| Arronches                          | Arronches       |
| Santa Eulália                      | Elvas           |
| São Vicente e Ventosa              | Elvas           |
| Elvas                              | Elvas           |